# ویز اندرسن
ویز اندرسن (انگلیسی: Wies Andersen; ۶ february ۱۹۳۶ – ۲۱ اکتبر ۲۰۲۳ (۸۷ ساله)) بازیگر اهل بلژیک بود.